# Fontains
Fontains est une commune française située dans le département de Seine-et-Marne, en région Île-de-France.

## Géographie

### Localisation
Fontains est située à 6 km au sud de Nangis.

### Communes limitrophes
|                     | Nangis   | Rampillon             |
|                     | Fontains |                       |
| La Chapelle-Rablais |          | Villeneuve-les-Bordes |

### Géologie et relief
La commune est classée en zone de sismicité 1, correspondant à une sismicité très faible.

### Hydrographie

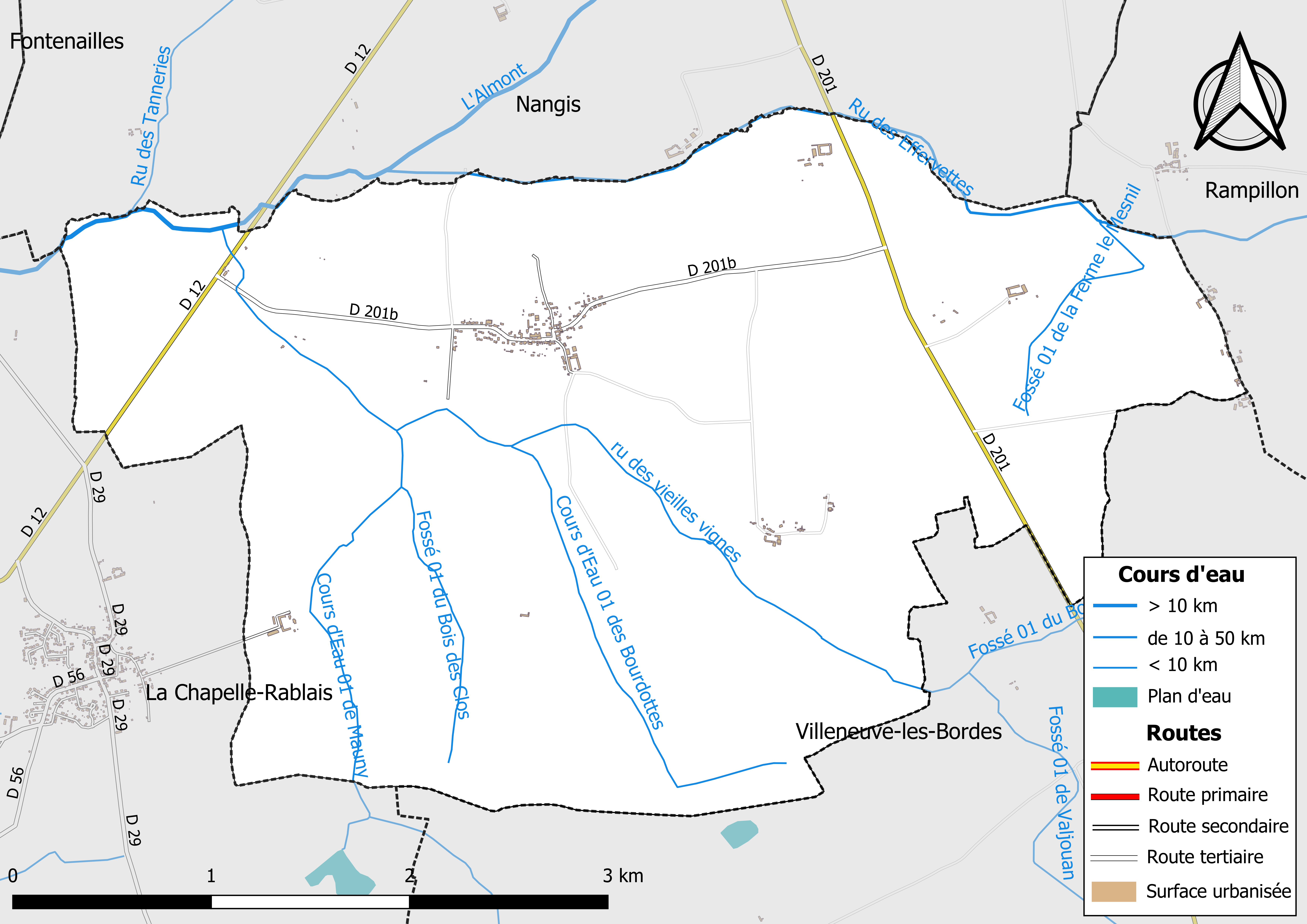
Carte des réseaux hydrographique et routier de Fontains.

Le réseau hydrographique de la commune se compose de sept cours d'eau référencés :
- la rivière l’Almont (ou ru d'Ancœur ou ru de Courtenain), longue de 42,15 km[2], affluent de la Seine en rive droite ;
  - le ru des Effervettes, 5,41 km[3], et ;
    - le fossé 01 de la Ferme le Mesnil, 1,44 km[4], affluent du ru des Effervettes ;

  - le cours d'eau 01 de Mauny, 1,16 km[5], affluents de l'Almont ;
    - le fossé 01 du Bois des Clos, 1,54 km[6], et ;
    - le cours d'eau 01 des Bourdottes, 1,16 km[7], affluents du cours d'eau 01 de Mauny ;
      - le ru des Vieilles Vignes, 2,92 km[8], affluent du cours d'eau 01 des Bourdottes.

La longueur totale des cours d'eau sur la commune est de 15,11 km.

### Climat
Pour des articles plus généraux, voir Climat de l'Île-de-France et Climat de Seine-et-Marne.
En 2010, le climat de la commune est de type climat océanique dégradé des plaines du Centre et du Nord, selon une étude du CNRS s'appuyant sur une série de données couvrant la période 1971-2000. En 2020, Météo-France publie une typologie des climats de la France métropolitaine dans laquelle la commune est exposée à un climat océanique altéré et est dans la région climatique Nord-est du bassin Parisien, caractérisée par un ensoleillement médiocre, une pluviométrie moyenne régulièrement répartie au cours de l’année et un hiver froid (3 °C).
Pour la période 1971-2000, la température annuelle moyenne est de 10,8 °C, avec une amplitude thermique annuelle de 15,5 °C. Le cumul annuel moyen de précipitations est de 717 mm, avec 11,7 jours de précipitations en janvier et 7,7 jours en juillet. Pour la période 1991-2020, la température moyenne annuelle observée sur la station météorologique la plus proche, située sur la commune de Grandpuits-Bailly-Carrois à 7 km à vol d'oiseau, est de 11,3 °C et le cumul annuel moyen de précipitations est de 704,0 mm,. Pour l'avenir, les paramètres climatiques de la commune estimés pour 2050 selon différents scénarios d'émission de gaz à effet de serre sont consultables sur un site dédié publié par Météo-France en novembre 2022.

### Milieux naturels et biodiversité

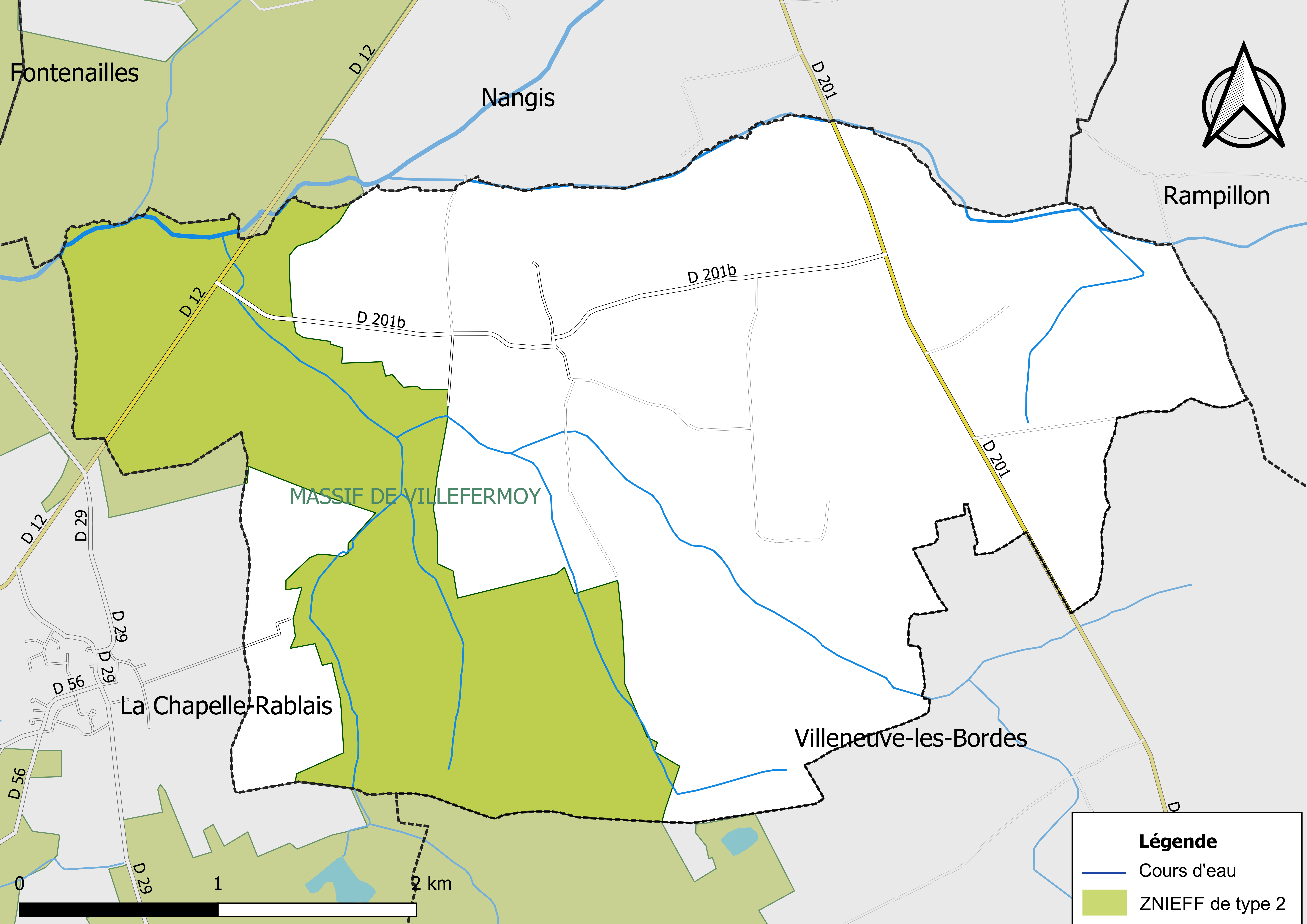
Carte des ZNIEFF de type 2 localisées sur la commune.

L’inventaire des zones naturelles d'intérêt écologique, faunistique et floristique (ZNIEFF) a pour objectif de réaliser une couverture des zones les plus intéressantes sur le plan écologique, essentiellement dans la perspective d’améliorer la connaissance du patrimoine naturel national et de fournir aux différents décideurs un outil d’aide à la prise en compte de l’environnement dans l’aménagement du territoire.
Le territoire communal de Fontains comprend une ZNIEFF de type 2,,, 
le « Massif de Villefermoy » (7 033,23 ha), couvrant 12 communes du département.

## Urbanisme

### Typologie
Au 1er janvier 2024, Fontains est catégorisée commune rurale à habitat dispersé, selon la nouvelle grille communale de densité à sept niveaux définie par l'Insee en 2022.
Elle est située hors unité urbaine. Par ailleurs la commune fait partie de l'aire d'attraction de Paris, dont elle est une commune de la couronne,. Cette aire regroupe 1 929 communes,.

### Lieux-dits, écarts et quartiers
La commune compte 68 voies dont 55 lieux-dits administratifs répertoriés.
- Bourguignon, Rogenvilliers (partagé avec Rampillon).

### Occupation des sols
L'occupation des sols de la commune, telle qu'elle ressort de la base de données européenne d’occupation biophysique des sols Corine Land Cover (CLC), est marquée par l'importance des territoires agricoles (69 % en 2018), une proportion identique à celle de 1990 (69 %). La répartition détaillée en 2018 est la suivante : 
terres arables (66,7% ), forêts (31% ), zones agricoles hétérogènes (2,3 %).
Parallèlement, L'Institut Paris Région, agence d'urbanisme de la région Île-de-France, a mis en place un inventaire numérique de l'occupation du sol de l'Île-de-France, dénommé le MOS (Mode d'occupation du sol), actualisé régulièrement depuis sa première édition en 1982. Réalisé à partir de photos aériennes, le Mos distingue les espaces naturels, agricoles et forestiers mais aussi les espaces urbains (habitat, infrastructures, équipements, activités économiques, etc.) selon une classification pouvant aller jusqu'à 81 postes, différente de celle de Corine Land Cover,,. L'Institut met également à disposition des outils permettant de visualiser par photo aérienne l'évolution de l'occupation des sols de la commune entre 1949 et 2018.

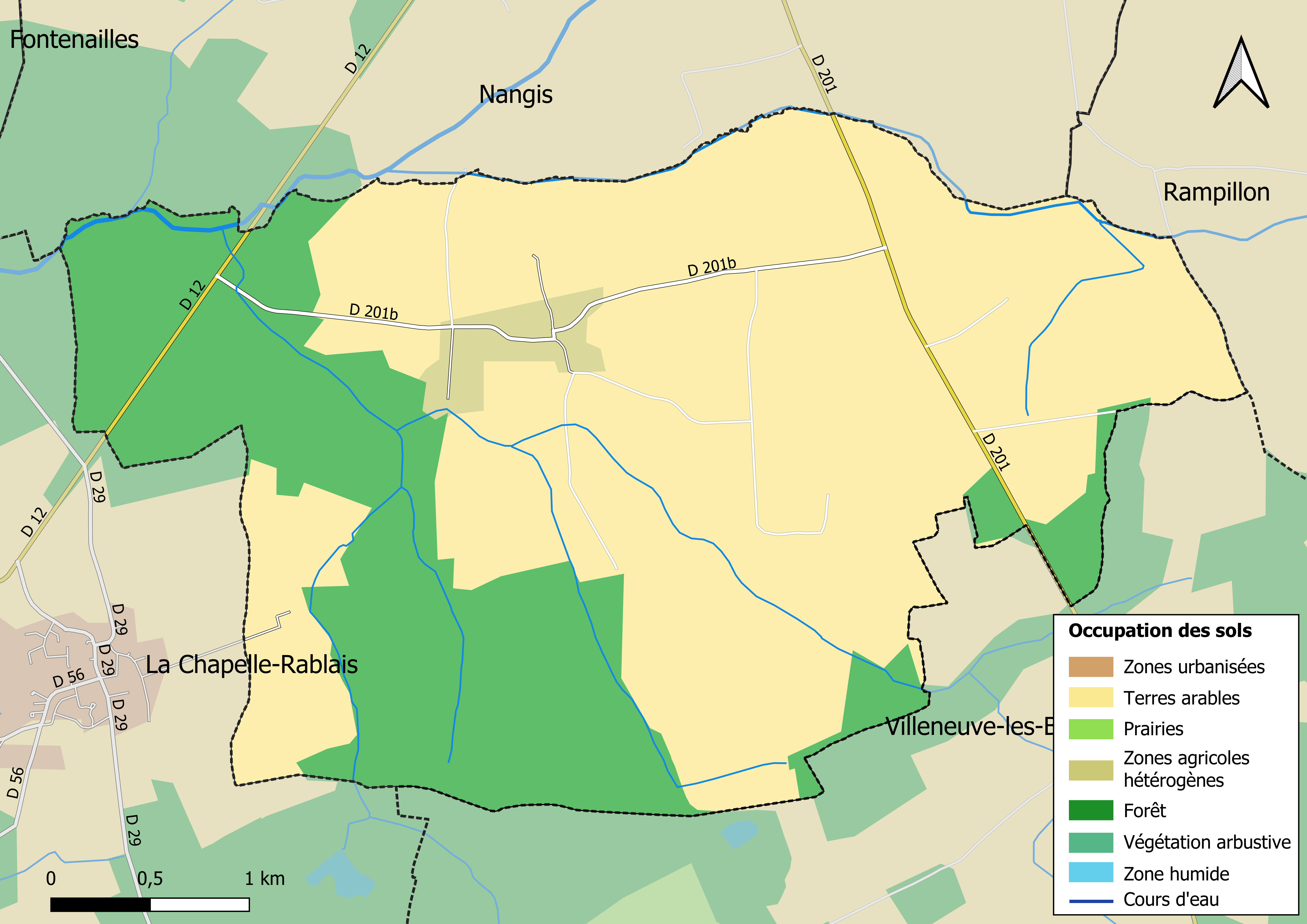
Carte des infrastructures et de l'occupation des sols en 2018 (CLC) de la commune.
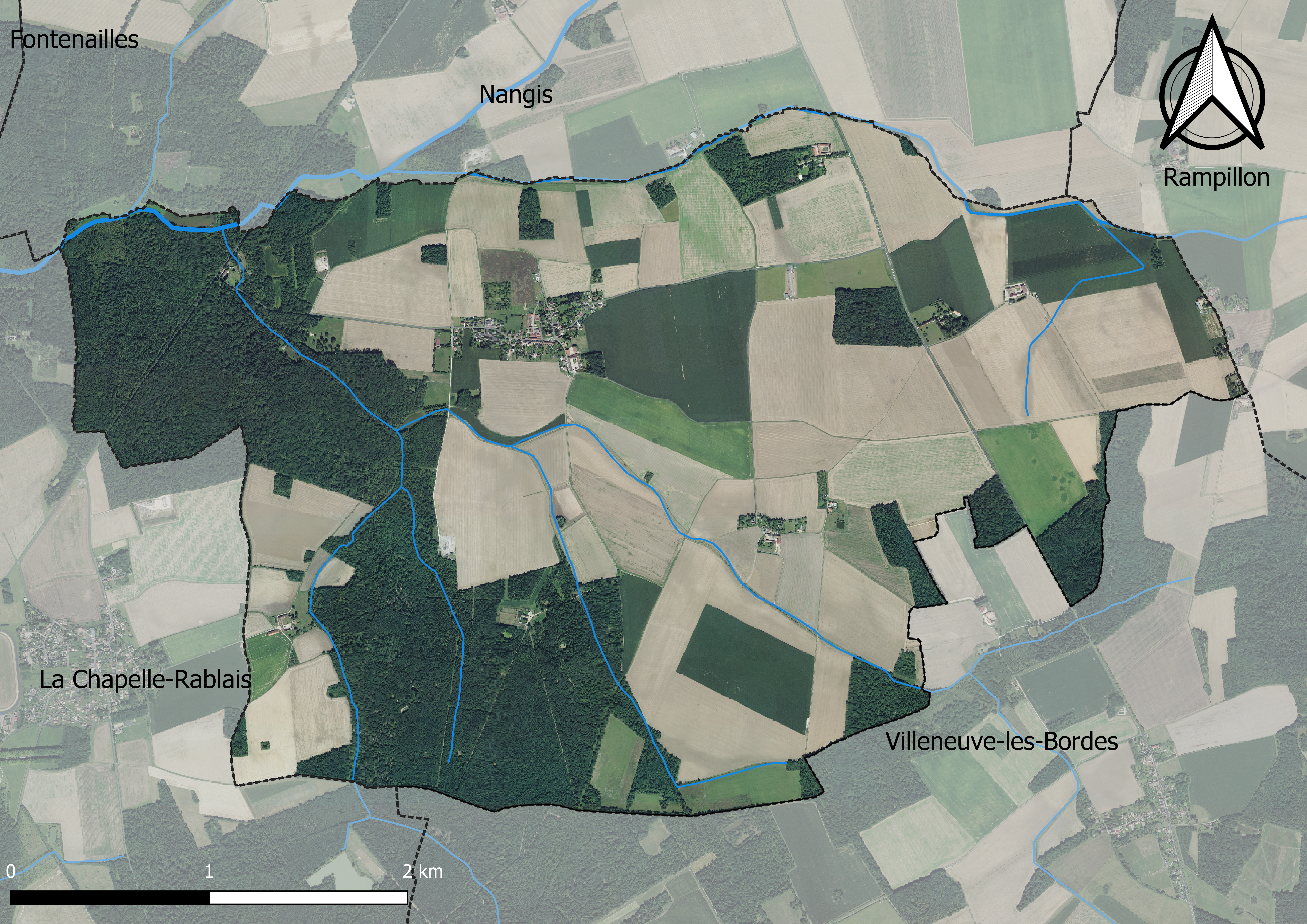
Carte orhophotogrammétrique de la commune.

### Planification
La commune disposait en 2019 d'un plan local d'urbanisme en révision. Le zonage réglementaire et le règlement associé peuvent être consultés sur le Géoportail de l'urbanisme.

### Logement
En 2014, le nombre total de logements dans la commune était de 118 (dont 99,2 % de maisons et 0,8 % d’appartements).
Parmi ces logements, 86,4 % étaient des résidences principales, 5,1 % des résidences secondaires et 8,5 % des logements vacants.
La part des ménages propriétaires de leur résidence principale s’élevait à 84,5 % contre 10,7 % de locataires.

## Toponymie
Le nom de la localité est mentionné sous les formes Fontanae en 1198 ; Fontein vers 1222 (Livre des vassaux) ; Footins en 1198 1232 ; Fotins in Bria en 1198 1367 ; Fostins en 1198 1385 ; Fontins en 1198 1443 ; Fontins lez Nangis en 1198 1543.
Fontains signifie « fontaine », du bas latin fontanalia. Il n’existe plus aujourd’hui de fontaine.

## Politique et administration

### Tendances politiques et résultats

#### Élections nationales
- Élection présidentielle de 2017[36] : 24,88 % pour Emmanuel Macron (REM), 41,15 % pour Marine Le Pen (FN), 80,38 % de participation.

### Liste des maires
| Période                                  | Période  | Identité        | Étiquette | Qualité     |
| ---------------------------------------- | -------- | --------------- | --------- | ----------- |
| Les données manquantes sont à compléter. |          |                 |           |             |
| 1965                                     | 1991     | Alain Vivier    | SE        | Agriculteur |
| 1991                                     | 2006     | Pierre François | SE        |             |
| 2006                                     | 2008     | Gérard Gloux    | SE        |             |
| 2008                                     | 2014     | Béatrice Petit  | SE        |             |
| 2014                                     | En cours | Didier Baldy    | -         | Retraité    |

## Équipements et services

### Eau et assainissement
L’organisation de la distribution de l’eau potable, de la collecte et du traitement des eaux usées et pluviales relève des communes. La loi NOTRe de 2015 a accru le rôle des EPCI à fiscalité propre en leur transférant cette compétence. Ce transfert devait en principe être effectif au 1er janvier 2020, mais la loi Ferrand-Fesneau du 3 août 2018 a introduit la possibilité d’un report de ce transfert au 1er janvier 2026,.

#### Assainissement des eaux usées
En 2020, la commune de Fontains gère le service d’assainissement collectif (collecte, transport et dépollution) en régie directe, c’est-à-dire avec ses propres personnels.
L’assainissement non collectif (ANC) désigne les installations individuelles de traitement des eaux domestiques qui ne sont pas desservies par un réseau public de collecte des eaux usées et qui doivent en conséquence traiter elles-mêmes leurs eaux usées avant de les rejeter dans le milieu naturel. La communauté de communes Brie Nangissienne (CCBN) assure pour le compte de la commune le service public d'assainissement non collectif (SPANC), qui a pour mission de vérifier la bonne exécution des travaux de réalisation et de réhabilitation, ainsi que le bon fonctionnement et l’entretien des installations. Cette prestation est déléguée à l'entreprise Veolia, dont le contrat arrive à échéance le 31 décembre 2021,.

#### Eau potable
En 2020, l'alimentation en eau potable est assurée par la commune qui en a délégué la gestion à l'entreprise Aqualter Exploitation, dont le contrat expire le 31 mars 2021,,.
Les nappes de Beauce et du Champigny sont classées en zone de répartition des eaux (ZRE), signifiant un déséquilibre entre les besoins en eau et la ressource disponible. Le changement climatique est susceptible d’aggraver ce déséquilibre. Ainsi afin de renforcer la garantie d’une distribution d’une eau de qualité en permanence sur le territoire du département, le troisième Plan départemental de l’eau signé, le 3 octobre 2017, contient un plan d’actions afin d’assurer avec priorisation la sécurisation de l’alimentation en eau potable des Seine-et-Marnais. A cette fin a été préparé et publié en décembre 2020 un schéma départemental d’alimentation en eau potable de secours dans lequel huit secteurs prioritaires sont définis. La commune fait partie du secteur Nangis.

## Population et société

### Démographie
L'évolution du nombre d'habitants est connue à travers les recensements de la population effectués dans la commune depuis 1793. Pour les communes de moins de 10 000 habitants, une enquête de recensement portant sur toute la population est réalisée tous les cinq ans, les populations de référence des années intermédiaires étant quant à elles estimées par interpolation ou extrapolation. Pour la commune, le premier recensement exhaustif entrant dans le cadre du nouveau dispositif a été réalisé en 2008.

En 2022, la commune comptait 261 habitants, en évolution de +9,21 % par rapport à 2016 (Seine-et-Marne : +3,92 %, France hors Mayotte : +2,11 %).
| 1793 | 1800 | 1806 | 1821 | 1831 | 1836 | 1841 | 1846 | 1851 |
| ---- | ---- | ---- | ---- | ---- | ---- | ---- | ---- | ---- |
| 266  | 166  | 218  | 232  | 238  | 263  | 251  | 250  | 247  |

| 1856 | 1861 | 1866 | 1872 | 1876 | 1881 | 1886 | 1891 | 1896 |
| ---- | ---- | ---- | ---- | ---- | ---- | ---- | ---- | ---- |
| 238  | 289  | 288  | 254  | 253  | 254  | 250  | 243  | 260  |

| 1901 | 1906 | 1911 | 1921 | 1926 | 1931 | 1936 | 1946 | 1954 |
| ---- | ---- | ---- | ---- | ---- | ---- | ---- | ---- | ---- |
| 271  | 229  | 237  | 208  | 207  | 203  | 204  | 194  | 197  |

| 1962 | 1968 | 1975 | 1982 | 1990 | 1999 | 2006 | 2008 | 2013 |
| ---- | ---- | ---- | ---- | ---- | ---- | ---- | ---- | ---- |
| 162  | 143  | 139  | 214  | 223  | 247  | 261  | 263  | 234  |

| 2018 | 2022 | - | - | - | - | - | - | - |
| ---- | ---- | - | - | - | - | - | - | - |
| 255  | 261  | - | - | - | - | - | - | - |

## Économie
- Exploitations agricoles.

### Revenus de la population et fiscalité
Le nombre de ménages fiscaux en 2014 était de 106 représentant 260 personnes et la  médiane du revenu disponible par unité de consommation  de 24 527 €.

### Secteurs d'activité

#### Agriculture
Fontains est dans la petite région agricole dénommée la « Brie humide » (ou Brie de Melun), une partie de la Brie à l'est de Melun. En 2010, l'orientation technico-économique de l'agriculture sur la commune est la culture de céréales et d'oléoprotéagineux (COP).
Si la productivité agricole de la Seine-et-Marne se situe dans le peloton de tête des départements français, le département enregistre un double phénomène de disparition des terres cultivables (près de 2 000 ha par an dans les années 1980, moins dans les années 2000) et de réduction d'environ 30 % du nombre d'agriculteurs dans les années 2010. Cette tendance se retrouve au niveau de la commune où le nombre d’exploitations est passé de 9 en 1988 à 7 en 2010. Parallèlement, la taille de ces exploitations augmente, passant de 112 ha en 1988 à 142 ha en 2010.
Le tableau ci-dessous présente les principales caractéristiques des exploitations agricoles de Fontains, observées sur une période de 22 ans : 
|                                      | 1988  | 2000 | 2010 |
| ------------------------------------ | ----- | ---- | ---- |
| Dimension économique,                |       |      |      |
| Nombre d’exploitations (u)           | 9     | 7    | 7    |
| Travail (UTA)                        | 19    | 9    | 8    |
| Surface agricole utilisée (ha)       | 1 007 | 905  | 997  |
| Cultures                             |       |      |      |
| Terres labourables (ha)              | 1 000 | 902  | 995  |
| Céréales (ha)                        | 758   | 578  | 606  |
| dont blé tendre (ha)                 | 422   | 416  | 394  |
| dont maïs-grain et maïs-semence (ha) | 276   | 94   | 103  |
| Tournesol (ha)                       | 81    |      |      |
| Colza et navette (ha)                | 33    | s    | 166  |
| Élevage                              |       |      |      |
| Cheptel (UGBTA)                      | 188   | 29   | 0    |

## Culture locale et patrimoine

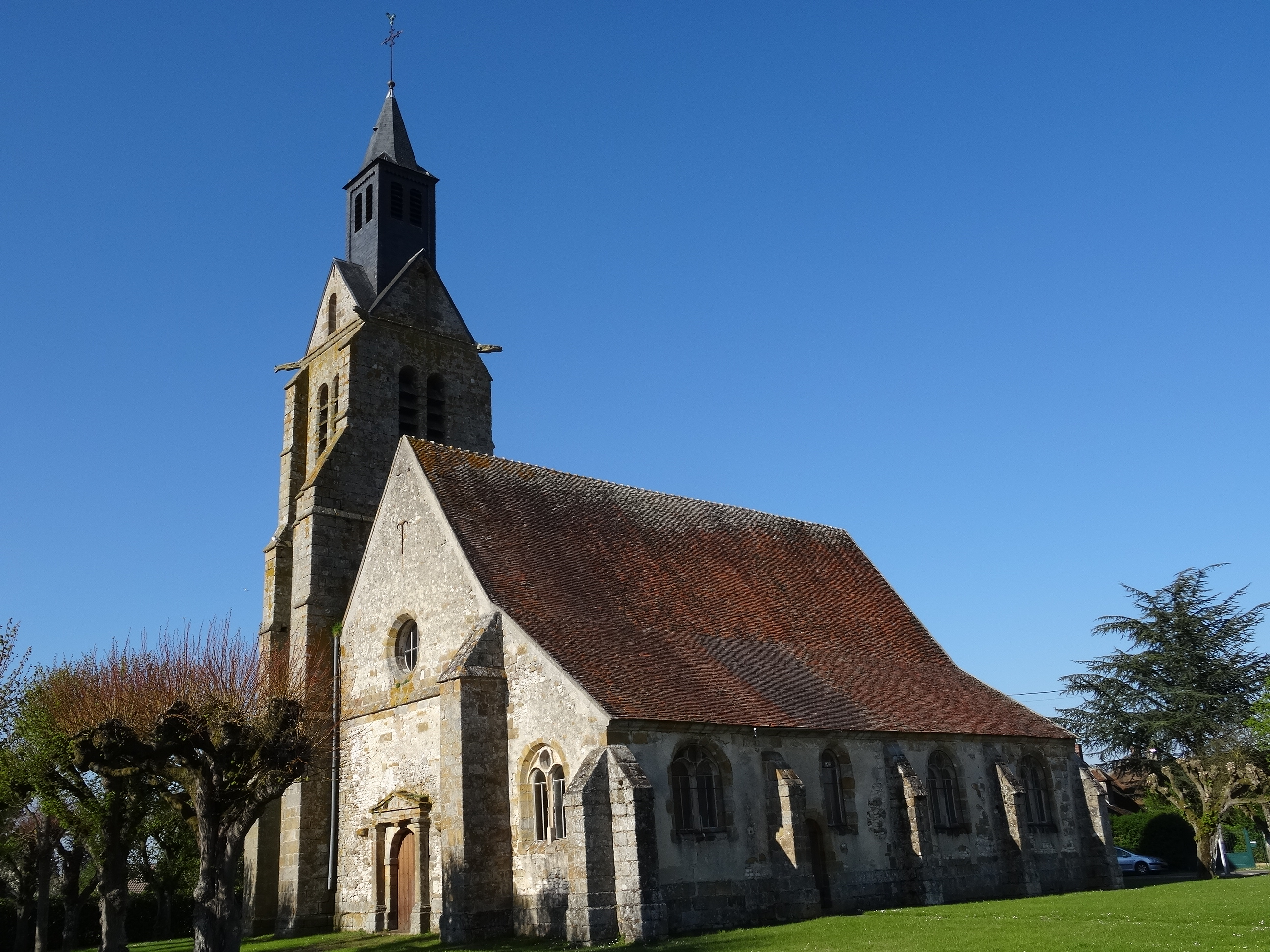
L'église Saint-Jacques-le-Majeur.

### Lieux et monuments
- Église Saint-Jacques de Fontains  sous le vocable de Saint Jacques le Majeur, XIIIe et XIXe siècles,  Inscrit MH (1926)[53].
- Fermes de Bois-Poussin (XVIe siècle), le Mesnil (XIVe siècle), les Clos (XIVe siècle).